# John Ogilvie (Märtyrer)
John Ogilvie (* um 1580 in Drum; † 10. März 1615 in
Glasgow) war Jesuit und ist ein Märtyrer der katholischen Kirche.

## Leben
John Ogilvie, Sohn eines calvinistischen Hofbeamten unter Maria Stuart, konvertierte im Alter von 17 Jahren zum Katholizismus. Bereits 1592 reiste er zur Vervollkommnung seiner Erziehung nach Europa; an der Universität Helmstedt war er wohl als Student immatrikuliert. Später war er Schüler am Päpstlichen Seminar in Olmütz und trat 1599 in den Jesuitenorden ein. Im Jahre 1610 wurde er in Paris zum Priester geweiht. Ein Jahr später kehrte er heimlich in sein Heimatland Schottland zurück, wo er als Privatlehrer arbeitete und die inhaftierten Katholiken in den Gefängnissen besuchte. 1614 wurde John Ogilvie verraten und verhaftet. Er weigerte sich, dem katholischen Glauben abzuschwören und erlitt schwere Folter. Es gelang seinen Peinigern nicht, ihn zum Verrat katholischer Glaubensgenossen zu bewegen. Während seiner Haft verfasste John Ogilvie einen erhalten gebliebenen Bericht über seine Verhaftung und sein Schicksal im Gefängnis. In einem Prozess wurde er wegen Hochverrats zum Tode durch Hängen verurteilt. Das Urteil wurde am 10. März 1615 in Glasgow öffentlich vollstreckt.

## Heiligsprechung und Verehrung
Papst Paul VI. sprach John Ogilvie am 17. Oktober 1976 heilig. Sein Gedenktag ist der 10. März.
Die katholische Kirche in Schottland gedachte im März 2015 mit zahlreichen Gottesdiensten, Konzerten, Tagungen und Ausstellungen des 400. Jahrestages seines Martyriums.

## Werke
- Relatio incarcerationis (Bericht über seine Verhaftung und die erlittenen Folterungen) 1614